# Serie A 1953-1954 (pallacanestro femminile)
Il campionato di pallacanestro femminile 1953-1954 è stato il ventitreesimo organizzato in Italia.
Solamente per questa stagione, la Serie A si allarga a una nona società. Il girone all'italiana con partite d'andata e ritorno viene vinto dalla Bernocchi Legnano (terzo titolo), che ha superato la Comense Como (campione uscente) e l'Autonomi Torino.

## Classifica
|  |    | Classifica finale 1953-1954 | Pt | G  | V  | N | P  | PtF | PtS |
|  | -- | --------------------------- | -- | -- | -- | - | -- | --- | --- |
|  | 1. | Bernocchi Legnano           | 30 | 16 | 15 | 0 | 1  | 735 | 549 |
|  | 2. | Comense Como                | 24 | 16 | 12 | 0 | 4  | 912 | 717 |
|  | 3. | Autonomi Torino             | 24 | 16 | 12 | 0 | 4  | 861 | 738 |
|  | 4. | Omsa Faenza                 | 22 | 16 | 11 | 0 | 5  | 714 | 592 |
|  | 5. | Fiamma Udine                | 16 | 16 | 8  | 0 | 8  | 591 | 683 |
|  | 6. | Ginnastica Triestina        | 11 | 16 | 5  | 1 | 10 | 678 | 695 |
|  | 7. | Pallacanestro Sanremo       | 7  | 16 | 3  | 1 | 12 | 547 | 700 |
|  | 8. | Cral A.T.M. Milano          | 6  | 16 | 3  | 0 | 13 | 596 | 758 |
|  | 9. | Pirelli Milano              | 4  | 16 | 2  | 0 | 14 | 549 | 750 |

### Verdetti
- Bernocchi Legnano campione d'Italia 1953-1954 (Agosto, Licia Bradamante, Marisa Caciolli, Cozzi, Maria Pia Mapelli, Ilena Pasquali, Licia Pasquali, Rossana Serafini, Soldo, Idelma Tommasini. Allenatore: Vittorio Tracuzzi).
- Pirelli Milano retrocede.